# Сюря
Сюря — село в Турочакском муниципальном районе Республики Алтай России. Входит в состав Кебезенского сельского поселения.

## История
Основано в 1856 году

## География
Село расположено на севере Республики Алтай, в горнотаёжной зоне и находится в долине реки Саракокша, на правом берегу её притока реки Сюря. Уличная сеть состоит из трёх географических объектов: ул. Березовая, ул. Кедровая, ул. Совхозная.
Центральная часть населённого пункта расположена на высоте 440 метров над уровнем моря.

## Население
| 2010 | 2011 | 2012 | 2013 | 2014 | 2015 |
| ---- | ---- | ---- | ---- | ---- | ---- |
| 4    | →4   | ↗5   | →5   | ↗6   | ↘5   |
| 2016 |      |      |      |      |      |
| →5   |      |      |      |      |      |

## Инфраструктура
В советское время действовал совхоз.

## Транспорт
В село ведут две дороги: одна горная, из Заречного района села Кебезень, огибая гору Кезекеш (518 м) с северной стороны, вторая из села Усть-Пыжа, которая проходит через гору Ельбеген Сумультинского хребта и далее по долине реки Сюря